# Mira Murati
Mira Murati (ur. 16 grudnia 1988 we Wlorze) – albańska inżynier, w latach 2022–2024 Chief Technology Officer firmy OpenAI.

## Życiorys
Wychowała się w Albanii oraz ukończyła studia informatyczne na Uniwersytecie Tirańskim. Przeprowadziła się następnie do Stanów Zjednoczonych, gdzie obroniła magisterium z zakresu inżynierii na Dartmouth College. Pracowała następnie dla przedsiębiorstw kolejno Goldman Sachs, Zodiac Aerospace, Tesla i Leap Motion.
W czerwcu 2018 roku rozpoczęła pracę w OpenAI. W maju 2022 roku objęła stanowisko Chief Technology Officer, które piastowała do września 2024.